# 鳳鼻頭遺址
鳳鼻頭遺址，正式文化資產名稱為鳳鼻頭（中坑門）考古遺址，位於現今台灣高雄市林園區中門里的史前遺址，遺址坐落在中坑門聚落北側的台地上，地處鳳山丘陵南端，面積達9.7公頃。文化內涵約在距今5,200年到2,000年前，文化層包含有大坌坑文化、牛稠子文化鳳鼻頭類型及鳳鼻頭文化，表現了臺灣西南部的史前發展樣態。
最早紀錄為1941年由金子壽衛男（1913—2001）發現；1943年國分直一亦曾調查遺址。第二次世界大戰末期，服役中的考古學家坪井清足在現今遺址區域內挖掘戰壕時，發現部分文化層，戰後展開研究並發表研究報告，同時以「鳳鼻頭」稱呼遺址，後多以此稱呼原名「中坑門」的遺址，研究成果並發表於「第八屆太平洋科學會議與第四屆遠東史前學會議」。後續有張光直、黃士強、劉益昌等進行調查、試掘及發掘。遺址現況主要為果園、植栽及墓葬使用。
出土遺物包含距今約5,000至4,300年前（西元前3,050-2,350年）的大坌坑文化繩紋陶、網墜、矛鏃；距今4,300至3,500年前（西元前2,350-1,550年）的牛稠子文化繩紋紅陶陶罐、陶瓶、陶缽、紡輪及石器如斧鋤形器、矛鏃形器、石刀、錛鑿形器等，多見橄欖石玄武岩製成，推測與澎湖地區有密切交流；距今約3,500至2,000年前（西元前1,550-50年）鳳鼻頭文化的彩陶、黑陶和磨光黑陶陶罐、陶杯、陶碗、紡輪；石器包含斧鋤形器、錛鑿形器、石刀、矛鏃形器、網墜、耳飾和石環等，亦見貝塚現象；除了史前文化層之外，也可見清代和日治時期的遺留。而依照其文化相之豐富，並能代表臺灣西南部地區的史前文化發展層序，同時為鳳鼻頭文化之代表遺址，經2000年2月11日公告為國定古蹟，並於2006年5月1日變更為國定考古遺址。